# Tanjung Sari Ib
Tanjung Sari Ib is een bestuurslaag in het regentschap Padang Lawas van de provincie Noord-Sumatra, Indonesië. Tanjung Sari Ib telt 1179 inwoners (volkstelling 2010).